# Erigone tamazunchalensis
Erigone tamazunchalensis là một loài nhện trong họ Linyphiidae.
Loài này thuộc chi Erigone. Erigone tamazunchalensis được Willis J. Gertsch & Michael Davis miêu tả năm 1937.